# 太良鉱山
太良鉱山（だいらこうざん）は、秋田県山本郡藤里町大字太良にあった鉱山である。藤里町の中心部藤琴から北に約13km、藤琴川の最北端、七枚沢との合流地点に位置する。

## 概要
伝承(『藤里の民話』)によると、この地にいた賊を坂上田村麻呂が征伐した際に、賊をたいらげたということで、この地に「平（たいら）」という名前を付けたと言われる。坂上田村麻呂はこの地には来ておらず、単なる伝承である。太良鉱山に関しては「平銀山」という記述も見られる。また『水無の記録』によると太郎という人が鉱口を見つけたため、最初は太郎鉱山と呼ばれたが、縁起を担ぐために一字を変えて「太良鉱山」としたとする伝承も残されている。江戸時代には藤琴川下流の加護山製錬所で阿仁鉱山から採掘される鉱石から銅を製錬するために必須な鉛を主に生産した。
太良鉱山周辺の藤里駒ヶ岳や三蓋山(951.7m)、物見山(852.7m)などに無数の坑道があった。菅江真澄も多数の坑道があったことを記録している。杉原寿山の「寿山随筆」によると「ある説によると、藤琴銀山は今の平鉛山である。この山の古名は太郎といい、嫡子を太郎と言うように、最初の鉱山だからである。秋田領での開所の為だろうか。文永(1264年-1274年)年間の開山であるという。後年、太郎と太良が同じくタラウと書かれ、そこで音訓が混乱して太良をタイラと読み間違い、古称が失われダイラ山と呼び、あまつさえ平の字を書いてダイラとすることになったという」とある。呼称の変遷は太郎（文永年間） - 平（江戸時代、明治時代） - 太良（明治23年から昭和時代） と変化していったものと考えられる。

## 歴史

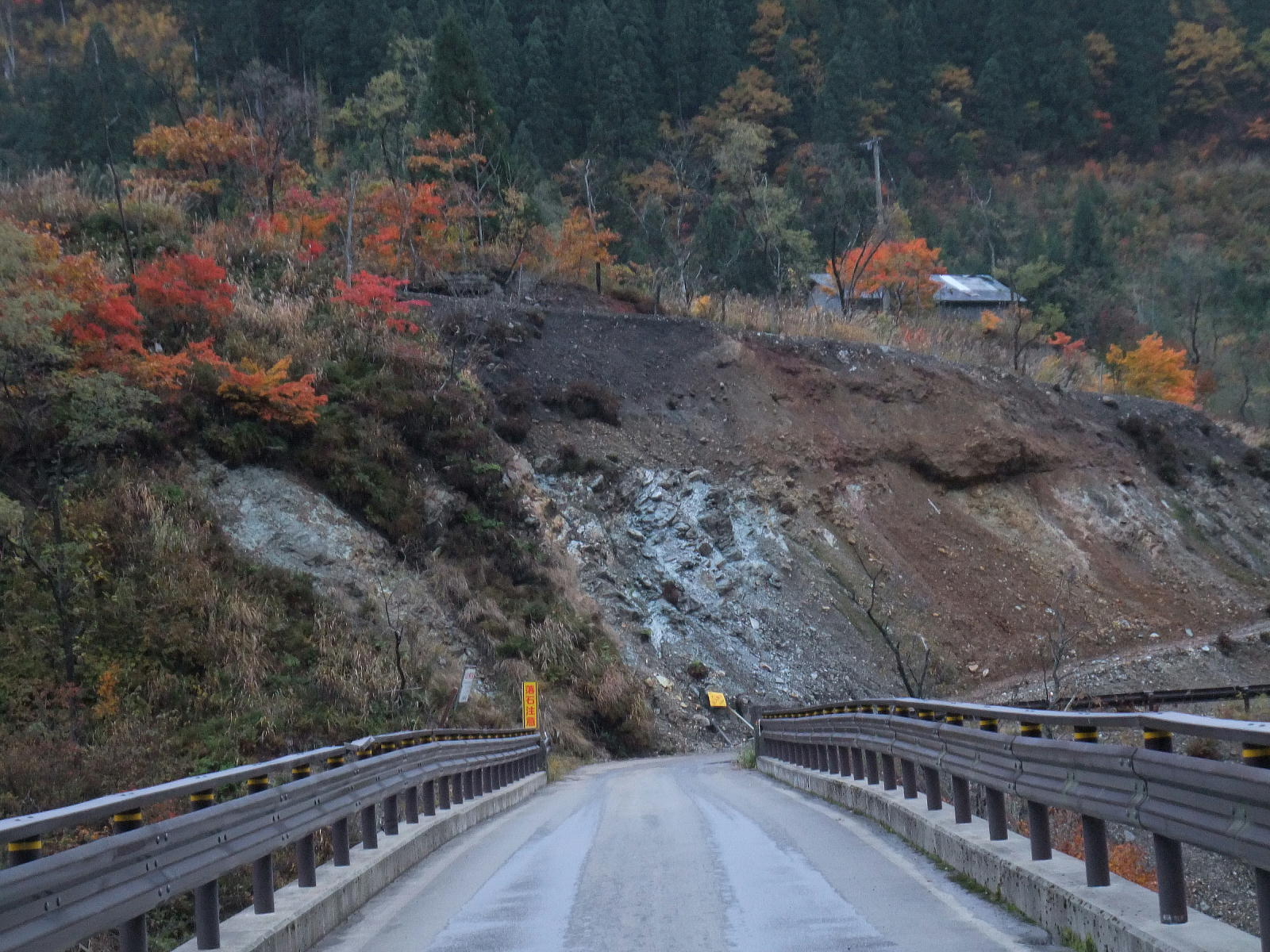
太良橋からの太良鉱山跡地

- 太良鉱山の山神社には、大同年間の鰐口があり、この頃発見されたとする伝説もある。しかし、文永年間に金堀吉治が発見したとも言われている。慶長年間には、藤琴銀山として知られていた。
- 1661年 - 歌川庄兵衛が鉛を採鉱した。
- 1802年 - 菅江真澄がこの地を訪れ、数々の記録を残している。
- 1817年 - 鉱山は久保田藩の直営となった。
- 1843年 - 船遊亭扇橋は8月15日から太良鉱山を訪れ3日間の落語興業を行った。『奥のしをり』に太良鉱山の絵図とその時の記録を残している[2]。
- 1855年 - 古河市兵衛が所有し、明治24年には銅15.5t、鉛41.9tを生産した。
- 1875年 - 日露戦争のため亜鉛鉱の値段が上がり、亜鉛鉱を採掘しはじめる。
- 1920年 - 大戦後の不況により、休山となる。
- 1935年 - 再び採鉱を開始した。
- 1958年 - 大洪水のため輸送網であったトロッコが壊滅的な被害を受け、鉱山も休山となった。

## 江戸時代の太良鉱山
最初に記録が残された当時、藤琴村一帯は梅津政景の代官所であった。梅津政景日記の1616年(元和2年)12月13日の条に、1613年(慶長18年)から慶長19年にかけての藤琴鉛山から算出された6千貫ほどの鉛の記録がある。これが記録に残るこの鉱山の初出である。慶長19年8月16日の条には、阿仁鉱山の開発によって石かね(銀を含んだ鉛の鉱石)の需要が急増し、阿仁鉱山内の石倉鉱山だけでは不足して、藤琴から石かねを取り寄せるように指示したことを記録している。1625年(寛永2年)7月4日の条には院内銀山にも藤琴鉛山の鉛が使用されたとする記録がある。同7月6日の記録には、藩で買い上げた鉛は、能代湊から土崎湊へ運ばれ「湊目」をつけて雄物川を上り、院内銀山に運ばれ、溶融や製錬に使われていたことがわかる。
藤琴鉛山はのちに太良鉱山と改名し、生産を続けた。1775年(安永4年)に加護山製錬所が開設され、大量の鉛が輸送された。
秋田藩内には協和町境から角館までの途中にある繋鉛山と、北秋田郡阿仁町にある土倉鉛山という鉛鉱山があった。しかし、藩政の最後まで大量の鉛を産出したのは太良鉱山だけであった。

## 太良鉱山の輸送
菅江真澄や船遊亭扇橋の記録から、近世の太良鉱山の輸送の様子が推定できる。太良鉱山から金沢集落間を担夫、牛馬による陸送、金沢集落から下流部では丸木舟などの小型舟による川下げ・川上げが主な輸送手段になっていた。物資の移出の中心は鉛で、移入品は米酒諸品などの生活に欠かせない多種多様なものになっていた。明治6年（1873年）には川舟の石算数、船種、所有者が「藤琴村・五十石以下諸船書上控」に記録されている。それによると、登録船数は20艘で、川船15艘、丸木舟5艘となっており、石算数は全て3石であった。昭和10年に太良事業区に森林鉄道が敷設されており、関連して太良鉱山は大正8年（1919年）に休山しているが、この年に再開している。これは、森林鉄道の開通に合わせて再開したとみるべきである。

## 太良鉱山の集落
集落の規模は「鉱夫雑譚」によれば1717年（亨保2年）には234人、1770年（明和7年）には750人、1803年（享和3年）には403人、1806年（文化3年）には380人、1824年（文政7年）には450人ほどとなっている。1815年（文化12年）の『秋田風土記』では「金小屋70軒人500口」とある。1843年（天保14年）の巡見使の巡検時には軒数125・人数758であった。その内訳は支配人手代役人医者が110人、中間・日雇192、家大工9、火縄・本番15人であった。

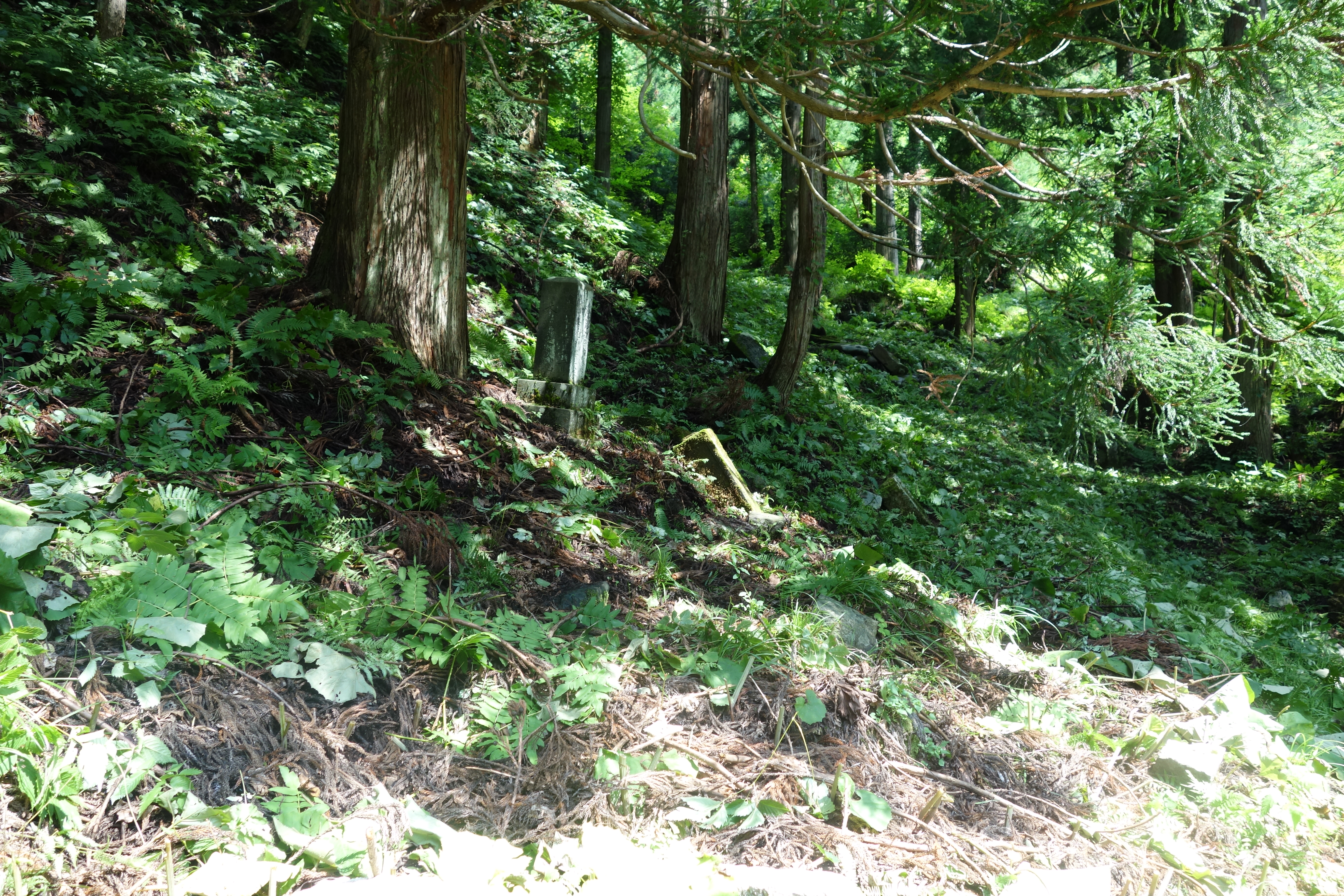
太良鉱山共同墓地

太良鉱山の中心集落には、御番所・役人小屋・門番処・汰場役所・諸蔵などの管理的機能、銅板・鉛床・銅山釜・鉛釜・本番鍛冶などの生産的機能、山神堂・神明社・愛宕社・念仏堂などの宗教的機能、その他医療的機能、中間小屋、鋪主などの住宅で構成されていた。流通的機能の資料はないものの料理所・歓楽所・日和会所などの歓楽的機能は一部確認されている。
平鉱山絵図には御薹所の東側の各種蔵を柵囲いにした柵外に念仏堂がある。この念仏堂は江戸時代後期の絵図であることを考えると「宝源庵」ではないかと考えられる。宝源庵は藤琴村の義峰山宝昌寺の末寺と考えられる。宝源庵の過去帳が宝昌寺に現在残されており、1772年から1925年までのものが残されている。墓所は現在わずかにいくつかの墓碑を残すのみで廃墟になっている。毎年夏に墓地清掃・慰霊供養が実施されている。

## 菅江真澄の記録
菅江真澄は1802年3月12日、太良鉱山を訪れた。13日朝早く出かけると精錬所の多くの人が集まり作業を行い、女達が作業歌を歌っていた。当時、八百八口と言われるほど多くの数の鉱口があり、山にも谷にも蜂の巣のように鉱道があることを記録している。15日太良鉱山東方一里にある箭櫃(やびつ)鉱山に行こうと台所沢を登った。箭櫃鉱山にも600-700もの鉱口がありここでも作業をする女性の声が水音と共に響いていた。4月8日愛宕山にある堂に詣る人々に混じって真澄も川を渡り山をよじ登って堂を参拝した。ここには、大同年間の鰐口があったとするが、盗人に持ち去られたとしている。この後、真澄は水無沼を通り川を下り、別の地区を探索した後、6月15日に再度太良鉱山を訪れる。18日わずかな足跡をたどり藤琴川を更にさかのぼる。白石沢と黒石沢の合流部から、番楽の沢をわけいり薬師山に登る。ここからは、多くの炭焼きの煙が見え、森吉山も望むことができた。

## 2代目入船亭扇橋の記録
船遊亭扇橋は1843年8月15日に太良鉱山を訪れた。その夜は十五夜の月見であった。宿の文吉殿の向かいの山の端から月が出たのを見た。役宅でお座敷を務めたら、粕毛川で獲れた鮎が藤琴から送られて来たというので、私もご馳走になった。16日17日と三晩、座敷興行をして、18日に太良を出立した。太良から半里ほど山奥に矢櫃という鉱山がある。支配人は成田新一郎殿というそうだ。矢櫃にも来てくれと言われていたが、藤琴から加護山へ急いでいたので、矢櫃には行かなかった。この成田新一郎殿というのは、近辺の鉱山の支配人頭で、先祖は成田儀兵衛殿といって銅山に勤めて功績があり、佐竹藩のお屋形様から十人扶持をくだされたとのことだ。太良から山道で弘前までは9里ほどだという。3里ほど行くと、津軽と秋田の境に出るとのことだった。

## エピソード
- 学校法人川村学園の前身となる川村女学院を創設した川村文子は、父が太良鉱山の医師だったため、幼少期に太良鉱山で過ごしている。
- スーパーマーケットチェーン伊徳の2号店が太良鉱山にあった。1923年秋から営業を開始し、第二次大戦期は営業を停止したものの、大洪水で閉山した後の、全ての労働者が下山する1959年まで営業していた[7]。
- 太良鉱山は江戸時代、一時期伊多波武助が経営していた(伊多波は太良鉱山の山を越えた所にあった箭櫃鉱山を経営していた)。伊多波が寄進した石塔が敷地内に現在でも残されている。
- 太良鉱山の鋪（坑内の１区画）は長く、洪水があったときには何日も泊まって難儀している時に、鋪中を燈竹を使い移動したという。この時、川の下をくぐる時は大きな滝が頭上に聞こえ恐ろしいのだが、船を使うよりはかえって安穏であった。これも流水が鋪内に漏れて水がたまり往来ができないこともあった。このために商人がこのときの為に数多くの人夫を雇ってだんぶくろの繰綿（精製していない綿）を使って昔漏る所をつくろったという[8]。